# Meiči Narasaki
Meiči Narasaki (japonsky: 楢﨑 明智;* 13. května 1999) je japonský sportovní reprezentant ve sportovním lezení, mistr Asie v boulderingu, juniorský mistr světa a Asie v lezení na obtížnost a v boulderingu.
Lezení se věnuje také jeho starší bratr Tomoa Narasaki (* 1996), olympionik a mistr světa v boulderingu.

## Výkony a ocenění
- 2013: juniorský vicemistr Asie
- 2017: juniorský mistr světa a Asie
- 2017: stříbrná medaile ze závodu světového poháru
- 2018: čtvrté místo na mistrovství světa, mistr Asie, juniorský mistr světa ve dvou disciplínách

### Závodní výsledky
| Mistrovství světa | Mistrovství světa |
| Rok               | 2018              |
| ----------------- | ----------------- |
| Obtížnost         | 4                 |
| Rychlost          | 42                |
| Bouldering        | 37                |
| Kombinace         | 8                 |

| Světový pohár       | Světový pohár | Světový pohár           | Světový pohár |
| Rok                 | 2016          | 2017                    | 2018          |
| ------------------- | ------------- | ----------------------- | ------------- |
| Obtížnost           | x             | 60                      | —             |
| jednotlivě*         | ,10,42,26,    | ,23,                    | —             |
|                     |               |                         |               |
| Bouldering          | x             | 12                      | 33            |
| jednotlivě* (x/x/x) | ,25,          | ,21,12,, · 25,11,15,19, | ,10,          |
|                     |               |                         |               |
| Kombinace           | x             | 10                      | —             |

* poznámka: nalevo jsou poslední závody v roce
| Mistrovství Asie | Mistrovství Asie |
| Rok              | 2018             |
| ---------------- | ---------------- |
| Obtížnost        | 6                |
| Rychlost         | 18               |
| Bouldering       | 1                |
| Kombinace        | 1                |

| Mistrovství světa juniorů | Mistrovství světa juniorů | Mistrovství světa juniorů |
| Rok                       | 2017                      | 2018                      |
| ------------------------- | ------------------------- | ------------------------- |
| Obtížnost                 | 2                         | 1                         |
| Rychlost                  | 17                        | 21                        |
| Bouldering                | 2                         | 1                         |
| Kombinace*                | 1                         |                           |

* v roce 2017 se navíc lezlo finále v kombinaci všech disciplín
| Mistrovství Asie juniorů | Mistrovství Asie juniorů | Mistrovství Asie juniorů |
| Rok                      | 2013                     | 2017                     |
| ------------------------ | ------------------------ | ------------------------ |
| Obtížnost                | 2                        | 1                        |
| Rychlost                 | —                        | 6                        |
| Bouldering               | —                        | 1                        |